# Notsjön (Ore socken, Dalarna, 680571-146358)
Notsjön är en sjö i Rättviks kommun i Dalarna och ingår i Dalälvens huvudavrinningsområde. Sjön har en area på 0,18 kvadratkilometer och ligger 257,2 meter över havet. Sjön avvattnas av vattendraget Råmåsjöån.

## Delavrinningsområde
Notsjön ingår i det delavrinningsområde (680571-146449) som SMHI kallar för Utloppet av Notsjön. Medelhöjden är 279 meter över havet och ytan är 3,44 kvadratkilometer. Det finns ett avrinningsområde uppströms, och räknas det in blir den ackumulerade arean 27,13 kvadratkilometer. Råmåsjöån som avvattnar avrinningsområdet har biflödesordning 4, vilket innebär att vattnet flödar genom totalt 4 vattendrag innan det når havet efter 398 kilometer. Avrinningsområdet består mestadels av skog (86 procent). Avrinningsområdet har 0,18 kvadratkilometer vattenytor vilket ger det en sjöprocent på 5,1 procent.